# Nightmares on Wax
George Evelyn (nascido em 15 de janeiro de 1970), mais conhecido por seu nome artístico Nightmares on Wax ou DJ EASE, é um DJ e produtor musical inglês de Leeds . A sua música foi lançada pela Warp Records . Evelyn está baseado em Ibiza . Nightmares on Wax era originalmente um grupo composto por Evelyn e John Halnon, e depois por Kevin Harper.
George Evelyn nasceu em Leeds . Seu pai e sua irmã apresentaram-no à música soul de Quincy Jones e Curtis Mayfield. Mais tarde, ele ficou fascinado pelas faixas de hip hop como " Rapper's Delight " e " Buffalo Gals ".
Nightmares on Wax foi originalmente formado em 1988 por George Evelyn como um projeto de grupo com John Halnon, e mais tarde com Kevin Harper. Seu primeiro álbum de estúdio, A Word of Science: The First and Final Chapter, foi lançado pela Warp em 1991. Após o lançamento do álbum, Harper deixou o grupo para seguir a carreira de DJ. Robin Taylor-Firth tornou-se um colaborador frequente de Evelyn.
O segundo álbum de estúdio da Warp, intitulado Smokers Delight, foi lançado em 1995. Foi colocado em 15º lugar na lista dos "50 melhores álbuns de trip-hop de todos os tempos" ' Fact . Evelyn lançou Carboot Soul em 1999, e Mind Elevation em 2002. Em 2005, Evelyn abriu sua própria editora Wax On.
Em 2006, lançou In a Space Outta Sound , a que se seguiu Thought So em 2008, Feelin' Good em 2013, Shape the Future em 2018, e Shout Out! To Freedom... (2021)

## Discografia

### Álbuns de estúdio
- A Word of Science: The First and Final Chapter (1991)
- Smokers Delight (1995)
- Carboot Soul (1999)
- Mind Elevation (2002)
- In a Space Outta Sound (2006)
- Thought So (2008)
- Feelin' Good (2013)
- Shape the Future (2018)
- Shout Out! To Freedom... (2021)

### Álbuns de compilação
- Now Is the Time (2014)

### Misturas de DJ
- DJ-Kicks: Nightmares on Wax (2000)
- Late Night Tales: Nightmares on Wax (2003)
- Coming Home (2009)
- Wax Da Beach (2011)
- Back To Mine (2019)

### EPs
- A Case of Funk (1991)
- Still Smokin... (1996)
- Sound of N.O.W. (2000)
- Ground Floor (2016)

### Singles
- "Dextrous" (1989)
- "Aftermath #1" (1990)
- "Set Me Free" (1992)
- "Happiness!" (1992)
- "Alive" (1994)
- "DreddOverBoard" (1996)
- "Finer" (1999)
- "Les Nuits" (1999)
- "Keep On" (2000)
- "Know My Name" (2002)
- "70s 80s" (2003)
- "Date with Destiny" (2003)
- "Brothers on the Slide (Dub)" (2003)
- "Flip Ya Lid" (2006)
- "The Sweetest" (2006)
- "195lbs" (2008)
- "Citizen Cane" (2017)
- "Back to Nature" (2017)